# The Star (2017)
The Star (bra: A Estrela de Belém; prt: A Estrela de Natal) é um filme de animação estadunidense de 2017, do gênero drama, dirigido e escrito por Timothy Reckart e Carlos Kotkin. Estrelado por Steven Yeun, Gina Rodriguez, Zachary Levi, Keegan-Michael Key, Kelly Clarkson e Patricia Heaton, estreou em seu país de origem em 17 de setembro de 2017.

## Elenco
- Steven Yeun - Bo[9]
- Gina Rodriguez - Maria[10]
- Zachary Levi - José[9]
- Keegan-Michael Key - Dave[9]
- Kelly Clarkson - Leah[9]
- Patricia Heaton - Edith[9]
- Kristin Chenoweth - Abby[9]
- Tracy Morgan - Felix[9]
- Tyler Perry - Ciro[9][11]
- Oprah Winfrey - Deborá[9][11]
- Aidy Bryant - Ruth[9]
- Anthony Anderson - Zach[9]
- Kris Kristofferson - Old Donkey[9]
- Christopher Plummer - King Herod[9]
- Ving Rhames - Tadeu[9]
- Gabriel Iglesias - Rufus[9]
- Delilah - Elizabeth[9]
- Mariah Carey - Rebecca
- Joel Osteen - Caspar
- Joel McCrary - Angel e Zachariah
- Phil Morris - Balthazar e Miller
- Fred Tatasciore - Melchior e Pottery Vendor
- Lex Lang - Caçador
- Roger Craig Smith - Chamberlain
- Joe Whyte
- William Townsend - Cavalo e Cabra
- Gregg Berger
- Melissa Sturm